# Premis Cóndor de Plata 2005
La 53a edició dels Premis Cóndor de Plata 2005, concedits per l'Asociación de Cronistas Cinematográficos de la Argentina, va tenir lloc el 27 de juny de l'any 2005 al Teatro Maipo de Buenos Aires, on es va reconèixer a les millors pel·lícules argentines estrenades durant l'any 2004.
Les nominacions van ser anunciades el dilluns 28 de desembre de 2004 en una cerimònia que es va realitzar al Centre Cultural Borges de la Capital Federal.

## Guanyadors i nominats
| Millor pel·lícula | Millor director |
| --- | --- |
| - Roma — Adolfo Aristarain - Bombón, el perro — Carlos Sorín - Diarios de motocicleta — Walter Salles - El abrazo partido — Daniel Burman - Luna de Avellaneda — Juan José Campanella | - Adolfo Aristarain — Roma - Carlos Sorín — Bombón, el perro - Daniel Burman — El abrazo partido - Juan José Campanella — Luna de Avellaneda - Walter Salles — Diarios de motocicleta |
| Millor actriu | Millor actor |
| - Susú Pecoraro — Roma - Antonella Costa — Hoy y mañana - China Zorrilla — Conversaciones con mamá - Inés Estévez — Ay, Juancito - Mercedes Morán — Luna de Avellaneda | - Rodrigo de la Serna — Diarios de motocicleta - Daniel Hendler — El abrazo partido - Eduardo Blanco — Luna de Avellaneda - Julio Chávez — Extraño - Ricardo Darín — Luna de Avellaneda |
| Millor actriu de repartiment | Millor actor de repartiment |
| - Adriana Aizemberg — El abrazo partido - Ana María Giunta — Dos ilusiones - Julieta Zylberberg — La niña santa - Silvia Kutica — Luna de Avellaneda - Valeria Bertuccelli — Luna de Avellaneda | - Daniel Fanego — Luna de Avellaneda - Jorge D'elía — El abrazo partido - Jorge Marrale — Ay, Juancito - Miguel Ángel Solá — La puta y la ballena - Oscar Núñez — Buena vida (Delivery) |
| Millor Revelació Femenina | Millor Revelació Masculina |
| - Moro Anghileri — Buena vida (Delivery) - Graciana Chironi — Familia rodante - Marcela Kloosterboer — Roma - María Alche — La niña santa - Rosita Londner — El abrazo partido | - Adrián Navarro — Ay, Juancito - Eduardo Rossi — La quimera de los héroes - Ignacio Toselli — Buena vida (Delivery) - Juan Villegas — Bombón, el perro - Leonardo Ramírez — El cielito - Pascual Condito — Bombón, el perro                                                                                            |
| Millor guió original | Millor guió adaptat |
| - Leonardo Di Cesare y Hans Garrino — Buena vida (Delivery) - Adolfo Aristarain, Mario Camus i Kathy Saavedra — Roma - Fernando Castets, Juan Pablo Domenech i Juan José Campanella — Luna de Avellaneda - Marcelo Birmajer i Daniel Burman — El abrazo partido - María Victoria Menis i Alejandro Fernández Murriay — El cielito | - José Rivera — Diarios de motocicleta - Manolo Matji i Sergio Renán — La soledad era esto |
| Millor pel·lícula documental | Millor Guió de Documental |
| - Trelew — Mariana Arruti - Deuda — Jorge Lanata i Andrés Schaer - El tren blanco — Nahuel García, Sheila Pérez Gimenez i Ramiro García - Memoria del saqueo — Fernando Solanas - Nietos (Identidad y memorial) — Benjamín Ávila                                                                                                  | - Mariana Arruti — Trelew - Antonio Llorens, Iván Aledo y Jesús Mora — Operación Algeciras - Benjamín Ávila — Nietos (Identidad y memorial) - Fernando E. Solanas — Memoria del saqueo - Jorge Lanata, Andrés G. Schaer i Juan Pablo Domenech — Deuda - Miguel Rodríguez Arias i Freddy Torres — El nüremberg argentino |
| Millor opera prima | Millor videofilm |
| - Buena vida (Delivery) — 'Leonardo Di Cesare - Extraño — Santiago Loza - Hoy y mañana — Alejandro Chomski - No sos vos, soy yo — Juan Taratuto - Próxima salida — Nicolás Tuozzo | - Tacholas, un actor galaico porteño — José Santiso - Castelao e os irmáns da liberdade — Xan Leira - El amor - primera parte — Alejandro Fadel, Martín Mauregui, Santiago Mitre, Juan Schnitman - Legado — Vivian Imar i Marcelo Trotta - Raymundo — Ernesto Ardito i Virna Molina                                     |
| Millor llargmetratge d’animació | Millor curtmetratge d’animació |
| - Patoruzito — José Luis Massa | - El guante — Juan Pablo Zaramella - Historias breves IV: Columbus — Martín Mújica |
| Millor curtmetratge de ficció | Millor curtmetratge documental |
| - Historias breves IV: Más que el mundo — Lautaro Núñez de Arco - Historias breves IV: El señor de los pájaros — Camilo José Gómez - Historias breves IV: Epitafio — Cecilia Ulrich - Historias breves IV: Infierno grande — Paula Venditti i Jonathan Hoffman - Una manera estúpida de decir adiós — Paulo Pécora                | - Desert |
| Millor pel·lícula iberoamericana | Millor pel·lícula en llengua estrangera |
| - María, llena eres de gracia — Joshua Marston - La mala educación — Pedro Almodóvar - Te doy mis ojos — Icíar Bollaín | - Primavera, estiu, tardor, hivern i... primavera — Kim Ki-duk - Abans de la posta — Richard Linklater - Big Fish — Tim Burton - Good Bye, Lenin! — Wolfgang Becker - Les invasions barbares — Denys Arcand |
| Millor Fotografia | Millor Muntatge |
| - José Luis Alcaine — La puta y la ballena - Eric Gautier — Diarios de motocicleta - Félix Monti — La niña santa - Hugo Colace — Bombón, el perro - José Luis Alcaine — Roma | - Camilo Antolini — Luna de Avellaneda - Alejandro Brodersohn — El abrazo partido - Daniel Rezende — Diarios de motocicleta - Fernando Pardo — Roma - Hugo Primero — La puta y la ballena |
| Millor direcció artística | Millor disseny de vestuari |
| - Mercedes Alfonsín — La puta y la ballena - Carlos Conti — Diarios de motocicleta - Jorge Ferrari — Roma - Mercedes Alfonsín — Luna de Avellaneda - Santiago Elder — Ay, Juancito | - Horace Lannes — Ay, Juancito - Beatriz De Benedetto y Marisa Urruti — Diarios de motocicleta - Cecilia Monti — Luna de Avellaneda - Julio Suárez — La niña santa - Sonia Grande — La puta y la ballena - Valentina Bari y Kathy Saavedra — Roma                                                                       |
| Millor so | Millor música original |
| - Carlos Abbate y José Luis Díaz — Luna de Avellaneda - Carlos Abbate y José Luis Díaz — Bombón, el perro - Daniel Goldstein y Ricardo Steinberg — Roma - Jean-Claude Brisson — Diarios de motocicleta - Osvaldo Vacca — Ay, Juancito                                                                                             | - Gustavo Santaolalla — Diarios de motocicleta - Ángel Illarramendi — Luna de Avellaneda - César Lerner — El abrazo partido - Daniel Tarrab, Andrés Goldstein — La puta y la ballena - Nicolás Sorin — Bombón, el perro - Osvaldo Montes — Ay, Juancito                                                                 |

## Premis i nominacions múltiples
| Pel·lícula                    | Nominacions |
| ----------------------------- | ----------- |
| Luna de Avellaneda            | 14          |
| Diarios de motocicleta        | 10          |
| Roma                          | 10          |
| El abrazo partido             | 9           |
| Ay, Juancito                  | 7           |
| Bombón, el perro              | 7           |
| La puta y la ballena          | 6           |
| Buena vida (Delivery)         | 5           |
| La niña santa                 | 4           |
| Deuda                         | 2           |
| El cielito                    | 2           |
| Extraño                       | 2           |
| Hoy y mañana                  | 2           |
| Memoria del saqueo            | 2           |
| Nietos (Identidad y memorial) | 2           |
| Trelew                        | 2           |

| Pel·lícula             | Premis |
| ---------------------- | ------ |
| Roma                   | 3      |
| Buena vida (Delivery)  | 3      |
| Diarios de motocicleta | 3      |
| Luna de Avellaneda     | 3      |
| Ay, Juancito           | 2      |
| La puta y la ballena   | 2      |
| Trelew                 | 2      |

## Premis Honorífics
Els Premis Còndor a la Trajectòria van ser per a l'actor Alfredo Alcón, l'actriu Virginia Luque, el periodista Ernesto Schoo i el maquillador Vicente Notari.
Al seu torn, es va lliurar un Premi Còndor Especial al director suec Ingmar Bergman per la seva pel·lícula Saraband.